# وگاس کریک (نوادا)
وگاس کریک، نوادا (به انگلیسی: Vegas Creek, Nevada) یک منطقهٔ مسکونی در ایالات متحده آمریکا است که در نوادا واقع شده‌است.